# 나탈리야 오브레노비치
나탈리야 오브레노비치(세르비아어: Наталија Обреновић / Natalija Obrenović, 1859년 5월 15일 ~ 1941년 5월 8일)는 세르비아 왕국의 밀란 1세 국왕(세르비아 공국의 밀란 4세 공작)의 왕비이자 알렉산다르 1세 국왕의 어머니이다. 본명은 나탈리야 케슈코(러시아어: Наталија Кешко / Natalija Keško)이며 오브레노비치 왕가 출신이다.

## 생애
1859년 토스카나 대공국(현재의 이탈리아)의 피렌체에서 러시아 제국의 페트레 케슈코(Petre Keșco, 1830년 ~ 1865년) 대령과 몰다비아 공국의 풀케리아 스투르자(Pulcheria Sturdza, 1831년 ~ 1874년) 공주의 장녀로 태어났다. 나탈리야에게는 2명의 자매인 마리아(Maria), 에카테리나(Ecaterina), 1명의 형제인 이오니처(Ioniţă)가 있었다.
1875년 10월 17일에는 6촌인 세르비아의 밀란 1세(Milan I) 공작과 결혼했다. 1876년에는 아들 알렉산다르 1세(Aleksandar I)를 낳았고 1878년에는 아들 세르게이(Sergej)를 낳았다. 나탈리야는 세르비아 왕실의 정책을 놓고 남편인 밀란 1세와 항상 대립했으며 1887년에 이혼했다. 밀란 1세 국왕 또한 대중들의 민심을 잃고 1889년에 퇴위하게 된다.
1900년에는 알렉산다르 1세 국왕이 나탈리야의 시녀였던 드라가 마신(Draga Mašin)과 결혼하겠다고 선언했다. 나탈리야는 이를 반대했지만 알렉산다르 1세는 드라가 마신과 결혼하게 된다. 알렉산다르 1세 국왕과 드라가 마신 왕비는 1903년 5월 흑수단이 일으킨 쿠데타 과정에서 베오그라드 왕궁에 잠입한 흑수단 대원들이 쏜 총에 맞아 암살되었다.
오브레노비치 왕가에서 이탈한 나탈리야는 자신이 상속받았던 재산을 세르비아의 교회, 수도원, 베오그라드 대학교에 기부했으며 세르비아 정교회에서 로마 가톨릭교회로 개종하게 된다. 나탈리야는 세르비아를 떠난 뒤부터 프랑스로 이주했고 1941년 프랑스 생드니에서 사망했다. 한동안 출간되지 않았던 나탈리야의 회고록은 바티칸 시국에 보관되어 있었지만 1999년 세르비아 베오그라드에서 출간되었다.